# Копчани
Копчани (слч. Kopčany) насељено је мјесто са административним статусом сеоске општине (слч. obec) у округу Скалица, у Трнавском крају, Словачка Република.

## Становништво
| Година:    | 1994. | 2004.   | 2014.   | 2024.   |
| ---------- | ----- | ------- | ------- | ------- |
| Број људи: | 2422  | 2584    | 2580    | 2553    |
| Разлика:   |       | +6,68 % | -0,15 % | -1,04 % |

| Година:    | 2023. | 2024.   |
| ---------- | ----- | ------- |
| Број људи: | 2567  | 2553    |
| Разлика:   |       | -0,54 % |

Према подацима о броју становника из 2024. године насеље је имало 2553 становника.